# Аджи Али
Аджи Али (на гръцки: Ατζή Αλή) е историческо село в Република Гърция, разположено на територията на дем Кукуш, област Централна Македония.

## География
Селото е било разположено на около 2 km северно от Севендекли (Епталофос).

## История

### В Османската империя
В XIX век Аджи Али е турско село в Авретхисарската каза на Османската империя, част от групата села Черналък.

### Гърция
В 1913 година след Междусъюзническата война селото попада в Гърция, но се разпада по време на Балканските войни и не е възобновено.